# The 1984 Suite
The 1984 Suite je výběrové album britského multiinstrumentalisty Mikea Oldfielda. Vydáno bylo v lednu 2016 a v britském žebříčku prodejnosti hudebních alb se neumístilo. Původně vyšlo na konci roku 2015 jako bonusový disk v deluxe edici alba Discovery, samostatného vydání (pouze na LP) se dočkalo o několik měsíců později.
Album je složeno z několika písní a skladeb z Oldfieldových alb Discovery a The Killing Fields, která vyšla v roce 1984. Skladby byly nově zremasterovány z originálních pásů, přičemž nejdelší z nich, „The Lake“, je o minutu a půl delší než verze z Discovery. The 1984 Suite obsahuje také dvě novinky z tohoto období. Skladba „The Royal Mile“ je uvedena jako znovuobjevená instrumentálka, ačkoliv se jedná o přepracovanou verzi skladby „Afghan“, která tvořila B stranu singlu „Tricks of the Light“ (1984). Píseň „Zombies“ je zase upravenou „halloweenskou“ verzí písně „Poison Arrows“ z Discovery.

## Seznam skladeb
| Pořadí         | Název              | Autor                      | Původní album             | Délka |
| -------------- | ------------------ | -------------------------- | ------------------------- | ----- |
| 1.             | To France          | Oldfield                   | Discovery (1984)          | 4:47  |
| 2.             | The Lake           | Oldfield                   | Discovery (1984)          | 13:43 |
| 3.             | The Killing Fields | Oldfield                   | The Killing Fields (1984) | 2:44  |
| 4.             | Étude              | Tárrega, aranžmá: Oldfield | The Killing Fields (1984) | 4:37  |
| 5.             | The Royal Mile     | Oldfield                   | —                         | 3:36  |
| 6.             | Zombies            | Oldfield                   | —                         | 3:45  |
| 7.             | Discovery          | Oldfield                   | Discovery (1984)          | 4:27  |
| Celková délka: | Celková délka:     | Celková délka:             | Celková délka:            | 37:39 |